# Gornja Kozica (Sanski Most)
Gornja Kozica (szerbül: Горња Козица) szerb falu Bosznia-Hercegovinában, a Bosznia-hercegovinai Föderáció Una-Szanai kantonjában, Sanski Most községben.

## Fekvése
Bosznia-Hercegovina északnyugati részén, Bihácstól légvonalban 78, közúton 105 km-re keletre, Sanski Most központjától légvonalban 17, közúton 25 km-re délkelete, a Kozica-patak forrásvidékétől délre fekvő dombos területen fekszik. A Kozica keresztülfolyik a szomszédos Donja Kozicán, és 9 km megtétele után Podovi falunál ömlik a Szanába.

## Népessége
| Nemzetiségi csoport | Népesség 1991 | Népesség 2013 |
| ------------------- | ------------- | ------------- |
| Szerb               | 145           | 5             |
| Bosnyák             | 0             | 0             |
| Horvát              | 0             | 0             |
| Jugoszláv           | 0             | 0             |
| Egyéb               | 0             | 0             |
| Összesen            | 145           | 5             |

## Története
Kozica település már a 16. században létezett. Ezt igazolja negyedik török defter 1568-ból, amely a Szana náhije részeit írja le, és amelyet Milan Vasić fordított le és Vasić az „Etnikai mozgalmak a boszniai Krajinában a 16. században” című művében adott közre. Ebben szerepel Novo Selo a mai Kozica falu egyik településrésze. Ezt a falucskát a harmadik, 1895-ös osztrák-magyar összeírás is megemlíti Kozica falu részeként. Kozicán egy török őtorony (čardak) is állt, mely a község kataszterében az iskolától északra, a Kozica-folyó mentén van megjelölve. Čardak nevű hely más forrásban nem található, csak a község kataszterében szerepel, és az egész területen ez az egyetlen „čardak” nevű hely. A helyi lakosság elmondása szerint ez volt Csekics Hasszán-bej csardakja, melyet 1907-ben egy lázadás során a jobbágyok égettek fel. A kozicai lázadás élén Trivo Spire Zecević állt, és még négy résztvevő neve ismert: Ilija Babić, llozo és Lazar Bajić, valamint Zaharije Majkić, akit Kurjaknak neveztek.
1879-ben az első osztrák-magyar népszámlálás Kozicán 928 lakost számlált, valamennyien ortodox szerbek voltak. 1895-ben Kozica községhez Kozica (Babići, Graćanica, Đakovići, Mrsići, Nikolići, Novoselci, Oljače, Pantelići, Podić, Stevanovići, Sućuri, Tepići, Tukovi és Zečevići településrészekkel), Podovi és Tramošnja (Bodiroža, Borenovići, Dardići, Dejanovići, Gorani, Jovičići, Smoljani, Suhodo és Vujanovići településrészekkel) falvak tartoztak. 1910-ben kozicának 1328 lakosa volt. Kozica és Podovi falvak közös földműves szövetkezete 1922. augusztus 2-án alakult meg és egészen 1941-ig Jugoszlávia széteséséig működött. A település elemi iskoláját 1932-ben építették. 1941-ben a faluból sokan vettek részt a németek és usztasák harcokban, mely végül a lázadás leverésével végződött.
A boszniai háború idején sok más szerbek lakta faluhoz hasonlóan Gornja Kozica is elpusztult. A szerb lakosság száma akkor esett vissza, amikor 1995-ben a Sana’95 hadművelet során a bosnyák kormánycsapatok elfoglalták a falut a szerbektől és a távozó szerb csapatokkal a szerb lakosság is elmenekült. A daytoni békeszerződés után 1997-ben az entitások közötti demarkációs vonal kiigazításáról szóló megállapodással Gornja Kozica nagyobb része a része a Boszniai Szerb Köztársasághoz került, és csak egy kisebb része került a Föderáció, és ezzel Sanski Most község területére.

## Nevezetességei
Kozica Szent Lázár mártír fejedelem tiszteletére szentelt pravoszláv temploma Donja Kozicán található.